# San Giovanni Evangelista (Parma)
San Giovanni Evangelista es una iglesia de Parma, en el norte de Italia, que forma parte de un complejo que incluye también un convento benedictino y una tienda de comestibles.

## Historia
Las obras de la abadía y la iglesia se iniciaron en el siglo X sobre un oratorio preexistente asociado a San Colombanus. En 1477 todo el complejo fue dañado por un incendio.
La basílica de la abadía fue reconstruida alrededor de 1490, con el diseño actual de Bernardino Zaccagni que data de 1510. La construcción terminó alrededor de 1519. El diseño incluía desde el principio una decoración minuciosa de pintura del interior, y se había firmado un contrato con el joven Correggio, que ya había trabajado en otro monasterio benedictino, en la Camera della Badessa de San Paolo.
Correggio ejecutó cinco grupos de frescos. El primero incluye el luneto con San Juan y el Águila (c. 1520), seguido de la cúpula, con la Ascensión de Cristo y la decoración del tambor y las cuatro pechinas. El tercer trabajo fue la decoración de la bóveda y el techo del ábside de la Cappella Maggiore, parcialmente destruida en 1586 cuando se prolongó el coro: hoy se conserva el fragmento central con la Coronación de la Virgen (ahora en la Galleria nazionale di Parma ). La cuarta intervención fue en los muros del coro, que fueron totalmente destruidos durante su reconstrucción. Finalmente, Correggio añadió un friso pintado que recorre todo el perímetro interior. Los dibujos preparatorios muestran que también las piezas ejecutadas por sus alumnos fueron diseñadas por Correggio, como el candelabro en la bóveda del presbiterio y los puttos en las bóvedas de crucería.
Alrededor de 1524, Correggio también pintó dos lienzos en la Capilla Del Bono, ahora en la Galleria nazionale di Parma: La lamentación por Cristo muerto y El martirio de los cuatro santos .

## Descripción
La fachada de mármol de la iglesia fue diseñada por Simone Moschino en estilo protobarroco en 1604, y completada en 1607. El campanario del lado derecho, quizás diseñado por Giovanni Battista Magnani, se terminó en 1613. Con una altura de 75 metros, es el más alto de Parma.

### Interior

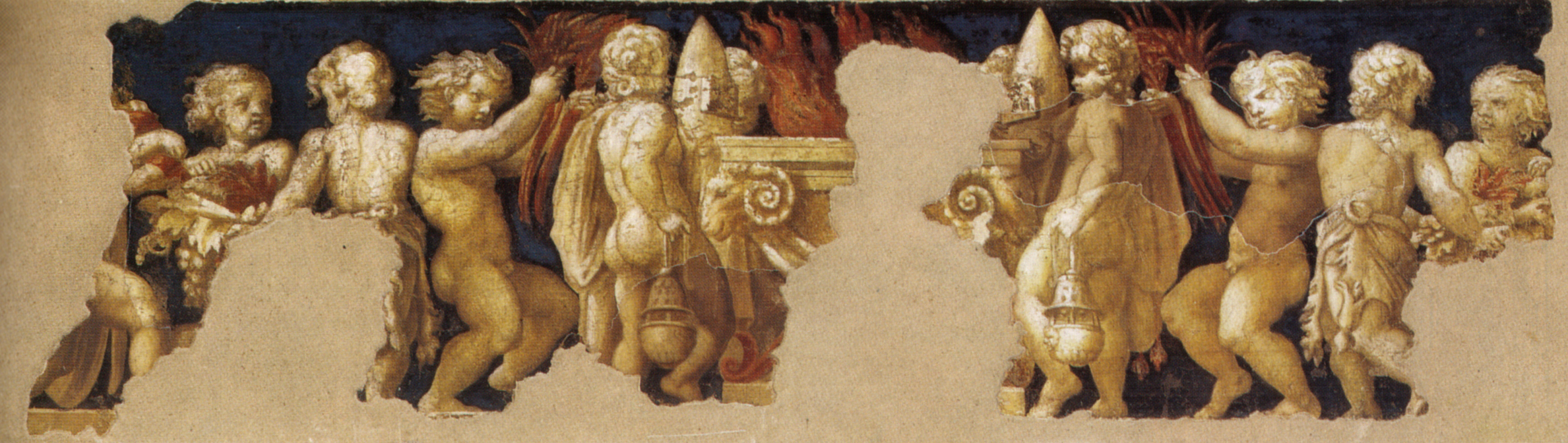
Detalle del friso de Correggio.

El interior es de planta de cruz latina, con una nave y dos pasillos cubiertos con bóvedas de crucería, y una cúpula en el crucero. La estructura es similar a la de la catedral cercana. Los pilares acanalados son elementos renacentistas de inspiración clásica. En la nave hay un friso de Correggio y su taller (c. 1522-1524). Es una larga franja con pinturas monocromas (con pocos detalles en rojo) sobre fondo azul oscuro, que incluye también algunos tondos con retratos de papas, cardenales y monjes benedictinos. La característica principal es una serie de puttos en acciones que simbolizan la importancia del sacrificio cristiano. Las decoraciones grotescas de los semipiteles y la decoración de la bóveda (con candelabros, puttos y símbolos de San Juan Evangelista) son también obra de los alumnos de Correggio, en particular de Michelangelo Anselmi (c. 1520).

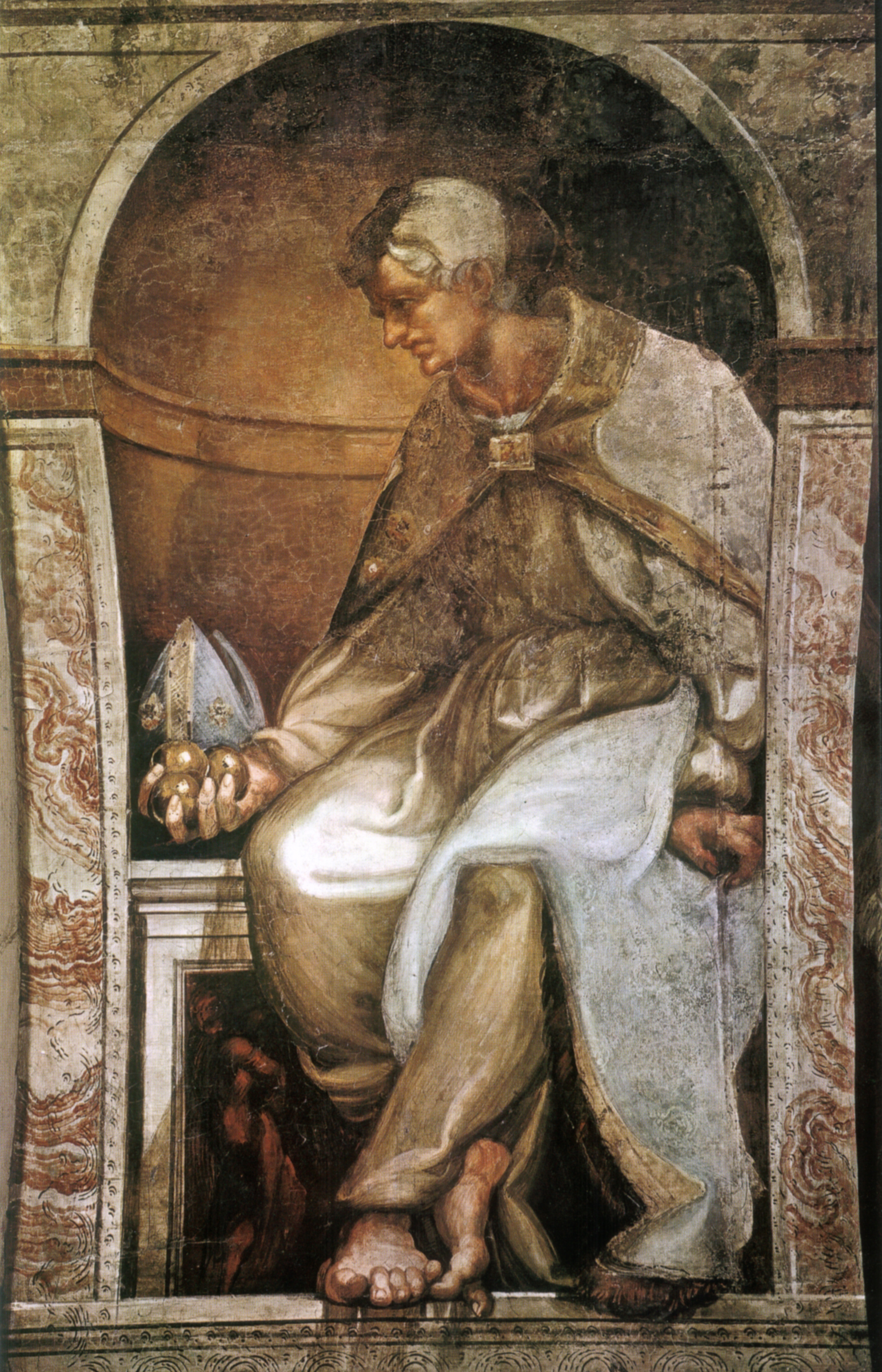
San Nicolás de Miguel Ángel Anselmi.

La nave izquierda tiene una pila bautismal cuya base es un monumento funerario romano del siglo I d. C. Las doce capillas laterales fueron pintadas al fresco por artistas locales (entre ellos Angelo Michele Colonna) a finales del siglo XVI y principios del XVII. La primera capilla de la izquierda tiene un arco pintado al fresco por Parmigianino, con Santa Águeda y el Verdugo y los Santos Esteban y Lorenzo. Se trata de figuras monumentales influidas por los frescos de Pordenone en la catedral de Cremona. Otro San Esteban y Lorenzo y un San Vitalis con el caballo, ambos de Parmigianino, se encuentran en la siguiente capilla. Atribuido a Parmigianino, pero hoy considerado de Anselmi, hay un ciclo de frescos en la capilla Zancheri, cuyo retablo es de Girolamo Mazzola Bedoli (Matrimonio místico de Santa Catalina de Alejandría, 1536). Anselmi también pintó un Cristo cargando la cruz (c. 1522) en la sexta capilla de la izquierda.

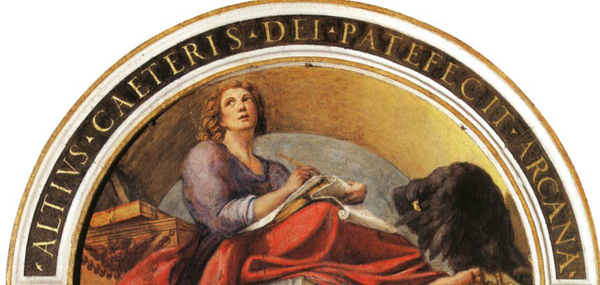
Luneta de San Juan y el Águila de Correggio.

Las obras de las capillas de la derecha incluyen una Adoración de los Reyes Magos de Cristoforo Caselli (1449, tercera capilla), el retablo de Mazzola Bedoli de la Virgen con el Niño y Santiago (c. 1543-1545, cuarta capilla), y copias del siglo XVIII de los lienzos de Correggio en la capilla Del Bono, cuyo arco mantiene frescos ejecutados por sus alumnos bajo su diseño (Conversión de San Pablo y Santos Andrés y Pedro). El techo del crucero izquierdo fue pintado por Anselmi con un San Benito entronizado y cuatro santos (1521), mientras que las paredes muestran esculturas de terracota de Antonio Begarelli (San Juan Evangelista y Virgen con el Niño y San Juan, c. 1543). En el arco de la capilla derecha del presbiterio hay otros frescos de Bedoli.
El ábside derecho tiene frescos en el techo de Historias de la vida de San Juan de Parma de Anselmi. El retablo con el Milagro de Sy. Juan fue pintado por Emilio Taruffi (1674). En las paredes hay dos grupos de Begarelli, que representan a Santa Felicita con San Vitalis y San Benito. El presbiterio tiene decoraciones grotescas atribuidas a Correggio, mientras que los puttos fueron añadidos hacia 1588 por Innocenzo Martini; un fresco de 1587 reproduce el original de Correggio, del que sólo se conserva la parte central, ahora en la Galleria Nazionale di Parma. El retablo es una Transfiguración de Bedoli (c. 1556). El coro de madera tallada es de 1513 a 1538. El portal que conduce a la sacristía tiene un fresco de Correggio en la luneta, que representa a San Juan y el Águila y que generalmente se considera su primera obra en la iglesia, aunque las similitudes con la decoración de la cúpula podrían implicar que data de un periodo posterior. La inscripción ALTIUS CAETERIS DEI PATEFECIT ARCAN que rodea la pintura hace referencia a las oraciones nocturnas de los monjes. La sacristía fue pintada al fresco en 1508 por Cesare Cesariano.

## Monasterio
El monasterio tiene tres claustros. El primero tiene columnas jónicas, el segundo tiene decoraciones de Correggio y el tercero, conocido como Claustro de San Benito, tiene frescos de principios del siglo XVI.
La biblioteca asociada cuenta con manuscritos y códices que atestiguan la actividad amanuense de los monjes locales. Los manuscritos llegaron aquí desde el monasterio de Santa Giustina de Padua sin decoraciones, y aquí fueron decorados por Damiano da Moile, Francino da Moile y, a partir de 1492, da Michele da Genova.
El monasterio cuenta también con una antigua tienda de comestibles, documentada desde 1201. Sus dependencias incluyen la Abadía de Santa Maria della Neve en Torrechiara.